# Прабгджот Сінгх (хокеїст на траві)
Прабгджот Сінгх (14 серпня 1980) — індійський хокеїст на траві.
Учасник Олімпійських Ігор 2004 року.
Срібний призер Ігор Співдружності 2010 року.
Срібний призер Азійських ігор 2002 року.
Переможець Виклику чемпіонів 2001 року, бронзовий призер 2007 року.
Чемпіон Азії 2003, 2007 років.
Чемпіон світу з хокею на траві серед юніорів 2001 року.